# Розенберг (Оренбургская область)
Розенберг — опустевший разъезд в Соль-Илецком городском округе Оренбургской области на территории бывшего Дружбинского сельсовета Соль-Илецкого района.

## География
Находится на участке между станциями Маячная и Донгуз железной дороги Илецк-Оренбург на расстоянии примерно 24 километров по прямой на север от окружного центра города Соль-Илецк.

## Климат
Климат континентальный с холодной часто малоснежной зимой и жарким, сухим летом. Средняя зимняя температура −15,8 °C; Средняя летняя температура +21,2 °C. Абсолютный минимум температур −44 °C. Абсолютный максимум температур +42 °C. Среднегодовое количество осадков составляет 320 мм.

## История
Разъезд появился вместе со строительством ж.д. Оренбург — Илецк — Актюбинск, то есть в 1903-м году. Назван по фамилии красноармейца, участника гражданской войны. Исходное название поселения разъезд № 22. В настоящее время разъезд утратил своё назначение. Посёлок у разъезда прекратил своё существование после 2008 года.

## Население
Постоянное население составляло 2 человека в 2002 году (100 % русские), 0 в 2010 году.